# Hunderfossen Eventyrpark

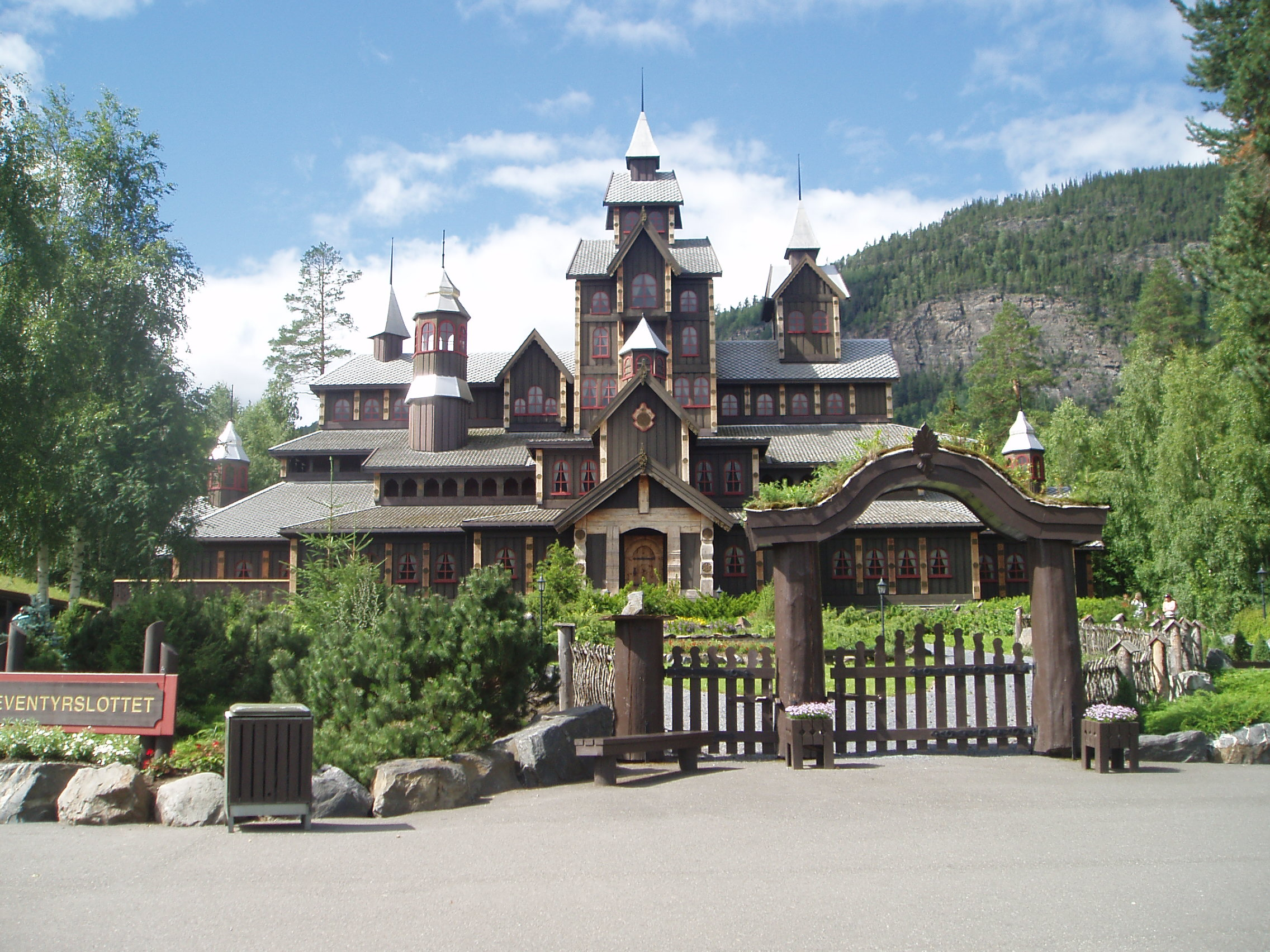

Hunderfossen Eventyrpark is een attractiepark ten noorden van Lillehammer in de provincie Oppland in Noorwegen. Het heeft ook een winterpark dat van eind december tot half maart geopend is.
Het Hunderfossen park beeldt een aantal Noorse traditionele sprookjes uit. Daarnaast zijn er meer dan 150 trollen, waarvan de grootste 14 meter hoog is.
Etymologie: de naam komt van de waterval Hunderfossen in de buurt (foss is het Noorse woord voor waterval). Ooit werd de naam Hunderfossen Familiepark veranderd in Hunderfossen eventyrpark.
Er zijn vele verschillende attracties, geschikt voor alle leeftijden. Een binnenattractie is onder andere de Ivo Caprinos Eventyrgrotte en een 4D-film. Ook zijn er een speeltuin en een zwembad met glijbaan.